# Le Combat dans l'île
Pour plus de détails, voir Fiche technique et Distribution.
Le Combat dans l'île est un film français réalisé par Alain Cavalier, sorti en 1962.

## Synopsis
Clément et Anne forment un couple élégant et aisé. Sujet à la jalousie, Clément fréquente Serge, chef d'un groupuscule d'extrême droite (pouvant faire penser à une cellule de l’OAS).
Les deux complices préparent un attentat au bazooka pour tuer un député d’opposition. Or, celui-ci réapparaît : il avait placé un mannequin à sa place habituelle sur les conseils d’appels anonymes. Clément ne tarde pas à découvrir la vérité : il a été trahi par Serge.
Recherché par la police, Clément est parti se cacher avec Anne dans la maison de campagne de  Paul, un vieil ami imprimeur. Alors que Clément, décidé à se venger, part retrouver Serge en Argentine, Anne reprend peu à peu goût à la vie grâce à la douceur de Paul, qui devient son amant.
Lorsque Clément rentre après avoir assassiné Serge, Anne lui annonce qu'elle veut le quitter. Fou de rage, il propose un duel à Paul, qui le refuse mais est finalement contraint d'accepter. Au terme d'une traque dans une île, Paul finit par tuer Clément, avant de retrouver Anne.

## Fiche technique
- Titre : Le Combat dans l'île
- Réalisation : Alain Cavalier, assisté de Nicolas Ribowski et Philippe Collin
- Supervision : Louis Malle
- Scénario : Alain Cavalier
- Dialogues : Jean-Paul Rappeneau
- Musique : Serge Nigg
- Photographie : Pierre Lhomme
- Décors : Bernard Evein
- Son : André Hervée
- Montage : Pierre Gillette
- Société de production : Compagnie française de distribution cinématographique (CFDC)
- Pays de production :  France
- Format : Noir et blanc - 35 mm - 1,66:1 - son mono
- Genre : Drame et thriller
- Durée : 101 minutes
- Date de sortie : France - 7 septembre 1962
- Affiche : Guy-Gérard Noël (France)

## Distribution
- Romy Schneider : Anne Lesser
- Jean-Louis Trintignant : Clément Lesser
- Henri Serre : Paul
- Pierre Asso : Serge
- Diane Lepvrier : Cécile
- Robert Bousquet : Lucien
- Jacques Berlioz : le père de Clément
- Armand Meffre : André
- Maurice Garrel : Terrasse
- Clara Tambour : Marthe*
- Jean Topart : Le narrateur (voix off)
- Melvin Van Peebles : Melvin

## Sortie vidéo
- Le film sort en DVD le 1er avril 2020 dans la collection Gaumont Découverte DVD.
- Le film sort le 1er avril en Blu-ray dans la collection Gaumont Découverte Blu-ray, avec en complément une interview de Philippe Roger (spécialiste de l'oeuvre d'Alain Cavalier).

## Autour du film
- Clément va chercher Anne à l’hôtel de Suède, chambre 12, comme dans À bout de souffle de Jean-Luc Godard.
- La trame de l’attentat correspond à l’affaire du bazooka survenue à Alger en 1957 contre Raoul Salan, général favorable à l’Algérie française tout juste nommé commandant interarmées par la IVe République.
- De nombreuses scènes ont été tournées au Moulin d'Andé.